# Steven Anderson
Steven (Kautzky) Anderson, född 1969 i Gävle, är en svensk musiker och kompositör. Han är först och främst gitarrist men har även utforskat och experimenterat med didjeridu och diverse andra exotiska instrument. Steven Andersson har gett ut två experimentella och instrumentala soloalbum med gitarren i fokus. Varav det första (Gipsy Power, 1994) var grammis-nominerat i klassen "Årets Instrumental". Han har även gett ut skivor med sin senare bandkonstellation IUBAR, som inriktade sig mycket på den Turkiska och österländska marknaden, där de också turnerade.
Steven Andersons senaste musikaliska projekt går under namnet Electric Religions och är en tillbakagång till den Progressiva och gitarrbaserade hårdrocken.

## Diskografi

### Album
- Gipsy Power (1994) Psychic Eye Entertainment (Border)
- Missa Magica (1996) Atrium (Warner Music)
- iUBAR - Invitation II Dig (2004) Psychic Eye / Smilodon Records

### EP och singlar
- IUBAR (musikåret 2004) Psychic Eye

### Medverkan på samlings-skivor
- Zero Music (1994) Zero Music (Japan)

### Webbkällor
- https://web.archive.org/web/20131110100906/http://www.hollowear.com/feature/reviews.html
- http://gd.se/folkfamilj/jubilaren/1.1273237-steven-skapar-i-sin-mysiga-oas
- https://web.archive.org/web/20131110102654/http://www.mbin.net/sv/NYHETER/Nyheter-detaljer.aspx?location=1&language=1&newsid=11